# Abdullah bin Zayed Al Nahayan
Abdullah bin Zayed bin Sultan Al Nahayan (en árabe: عبد الله بن زايد بن سلطان ال نهيان‎; Abu Dabi, 30 de abril de 1972) es un político y jequé emiratí, que se desempeña como ministro de asuntos exteriores y cooperación internacional desde 2006.

## Biografía

### Primeros años y familia
Es licenciado en ciencias políticas por la Universidad de los Emiratos Árabes Unidos.
Es hijo del primer presidente emiratí Zayed bin Sultán Al Nahayan y hermano del actual presidente, Mohamed bin Zayed Al Nahayan.
Está casado con la Jequesa Alyazia bint Saif Al Nahayan, embajadora extraordinaria de buena voluntad de la Organización de las Naciones Unidas para la Alimentación y la Agricultura desde 2010, y tiene cinco hijos.

### Carrera
En 1995 fue nombrado subsecretario del ministerio de información y cultura, asumiendo al frente de la misma cartera ministerial en 1997.
El 9 de febrero de 2006, fue nombrado ministro de asuntos exteriores y cooperación internacional de los Emiratos Árabes Unidos, integrando el gabinete del Jeque Mohamed bin Rashid Al Maktum. Durante su cargo, ha ampliado las relaciones diplomáticas de los Emiratos con los países de América Latina, Asia-Pacífico y África, además de participar en diversos foros regionales e internacionales.
Entre 2010 y 2012 se desempeñó como miembro del panel de alto nivel del Secretario General de las Naciones Unidas sobre sostenibilidad global, que emitió el informe Gente resiliente, planeta resiliente: un futuro digno de elección en 2012.
También se ha desempeñado como presidente de la Asociación de Fútbol de los Emiratos Árabes Unidos y presidente del Consejo Nacional de Medios de Comunicación. Además es miembro del Consejo de Seguridad Nacional de los Emiratos Árabes Unidos, vicepresidente del Comité Permanente de Fronteras, entre otros cargos.

## Condecoraciones
- Albania: Orden de Skanderbeg (13 de marzo de 2016).[8]
- Reino Unido: Caballero comendador de honor de la Orden de San Miguel y San Jorge.[9]

## Ancestros
|  |                                         |  |  |  |  |  |  |  |  |  |  |  |  |  |  |  |
|  | 16. Jeque Jalifa bin Shakbut Al Nahayan |  |  |  |  |  |  |  |  |  |  |  |  |  |  |  |
|  |                                         |  |  |  |  |  |  |  |  |  |  |  |  |  |  |  |
|  |                                         |  |  |  |  |  |  |  |  |  |  |  |  |  |  |  |
|  | 8. Jeque Zayed bin Jalifa Al Nahayan    |  |  |  |  |  |  |  |  |  |  |  |  |  |  |  |
|  |                                         |  |  |  |  |  |  |  |  |  |  |  |  |  |  |  |
|  |                                         |  |  |  |  |  |  |  |  |  |  |  |  |  |  |  |
|  | 4. Jeque Sultán bin Zayed Al Nahayan    |  |  |  |  |  |  |  |  |  |  |  |  |  |  |  |
|  |                                         |  |  |  |  |  |  |  |  |  |  |  |  |  |  |  |
|  |                                         |  |  |  |  |  |  |  |  |  |  |  |  |  |  |  |
|  | 2. Jeque Zayed bin Sultán Al Nahayan    |  |  |  |  |  |  |  |  |  |  |  |  |  |  |  |
|  |                                         |  |  |  |  |  |  |  |  |  |  |  |  |  |  |  |
|  |                                         |  |  |  |  |  |  |  |  |  |  |  |  |  |  |  |
|  | 10. Jeque Butti Al Qubaisi              |  |  |  |  |  |  |  |  |  |  |  |  |  |  |  |
|  |                                         |  |  |  |  |  |  |  |  |  |  |  |  |  |  |  |
|  |                                         |  |  |  |  |  |  |  |  |  |  |  |  |  |  |  |
|  | 5. Jequesa Salma bint Butti Al Qubaisi  |  |  |  |  |  |  |  |  |  |  |  |  |  |  |  |
|  |                                         |  |  |  |  |  |  |  |  |  |  |  |  |  |  |  |
|  |                                         |  |  |  |  |  |  |  |  |  |  |  |  |  |  |  |
|  | 1. Jeque Abdullah bin Zayed Al Nahayan  |  |  |  |  |  |  |  |  |  |  |  |  |  |  |  |
|  |                                         |  |  |  |  |  |  |  |  |  |  |  |  |  |  |  |
|  |                                         |  |  |  |  |  |  |  |  |  |  |  |  |  |  |  |
|  | 6. Jeque Mubarak Al Ketbi               |  |  |  |  |  |  |  |  |  |  |  |  |  |  |  |
|  |                                         |  |  |  |  |  |  |  |  |  |  |  |  |  |  |  |
|  |                                         |  |  |  |  |  |  |  |  |  |  |  |  |  |  |  |
|  | 3. Jequesa Fátima bint Mubarak Al Ketbi |  |  |  |  |  |  |  |  |  |  |  |  |  |  |  |
|  |                                         |  |  |  |  |  |  |  |  |  |  |  |  |  |  |  |
|  |                                         |  |  |  |  |  |  |  |  |  |  |  |  |  |  |  |